# Азуса
Азуса (англ. Azusa) — город в округе Лос-Анджелес, штат Калифорния, население которого по данным 2008 года составляет 46 616 человек. Название города происходит от слова Асуксагна (англ. Asuksagna), которым местные индейцы тонгва называли это место.

## География
Город расположен на въезде в каньон Сан-Габриэль (отсюда и прозвище — «Каньон-Сити») по восточную сторону от реки Сан-Габриэль.
Азуса имеет площадь 23,1 км².

## Демография
По данным переписи населения 2000 года, население города составляло 44 712 человек. Плотность населения равнялась 1 939,7 человек на км². Расовый состав выглядел следующим образом: 52,35% белых, 3,78% черных, 1,31% коренных американцев, 6,14% азиатов, 0,17% жителей тихоокеанских островов, 30,52% других рас.

## Правительство и инфраструктура
В Азусе расположен городской совет.

### Работодатели
По данным городского финансового отчета за 2009 год, наибольшее количество рабочих мест предоставляют:
| Место | Работодатель                  | Количество рабочих мест |
| ----- | ----------------------------- | ----------------------- |
| 1     | Azusa Unified School District | 1,600                   |
| 2     | Northrop Grumman              | 1,100                   |
| 3     | Azusa Pacific University      | 900                     |
| 4     | City of Azusa                 | 522                     |
| 5     | Costco                        | 311                     |
| 6     | Berger Bros.                  | 300                     |
| 7     | Pacific Precision Metals      | 250                     |
| 8     | TruWood Products              | 160                     |
| 9     | Wynn's                        | 150                     |
| 10    | Rain Bird                     | 132                     |
| 11    | California Amforge            | 106                     |
| 12    | Vulcan Materials Company      | 100                     |
| 13    | Naked Juice                   | 75                      |
| 14    | Morris National               | 70                      |
| 15    | Physicians Formula            | 70                      |
| 16    | Heppner Hardwoods             | 63                      |
| 17    | Stoelting                     | 37                      |

## Образование
В городе расположены Тихоокеанский университет Азусы, несколько частных христианских университетов, а также Открытый университет Дхаммакая. Также в городе имеется система начальных, средних и высших школ и один детский сад.

## Спорт
Азуса — город баскетбольной команды SoCal Legends, выступающей в Континентальной баскетбольной ассоциации.

## Города-побратимы
- Сакатекас